# 穆湘玥
穆 湘玥（ぼく しょうげつ、1876年〈光緒2年〉 - 1943年〈民国32年〉9月19日）は中華民国の実業家、農学者、政治家。浙江財閥の一員と目され、特に綿業で実績を残した人物である。

## 事績
1889年（光緒15年）より、綿花商店で学徒として働き、後に職員となった。1897年（光緒23年）からは夜学で英語を学んでいる。1900年（光緒26年）、江海関に採用され、弁事員となった。1904年（光緒30年）、馬相伯（馬良）らと滬学会を組織する。1906年（光緒32年）、上海竜門師範監学兼英文教員として採用され、翌年、江蘇鉄路公司警務処処長に転じた。
1909年、穆湘玥はアメリカに留学してウィスコンシン大学、イリノイ大学で農学を学び、1914年に農学士を取得した。同年夏に帰国して翻訳業をしばらく務めた後、1915年（民国4年）に徳大紗廠を創設し、経理となった。その翌年には上海で厚生紗廠を創設し、総経理となっている。1919年（民国7年）には鄭州で豫豊紗廠を創設し、董事長兼総経理を務めた。これらの起業により、棉業大王と称されている。1920年（民国9年）、穆は北京政府に招聘され、農商部名誉実業顧問となる。翌年、中華勤工銀行と上海華商紗布交易所を創設し、後者では理事長に推されて就任した。1922年（民国11年）秋、ホノルルで開かれた太平洋商務会議に首席代表として出席している。
1928年（民国17年）、穆湘玥は国民政府工商部次長として起用され、同月には豫陝甘賑災委員会委員として派遣された。翌年9月、外洋籌募公債委員会委員、10月、僑務委員会視察僑務専員を歴任する。1930年（民国19年）冬、工商部と農鉱部が合併して実業部が成立すると共に、中央農業実験所籌備主任に任命された。翌1931年（民国20年）1月、実業部常務次長になっている。
1932年（民国21年）1月、第一次上海事変に際して穆湘玥は杜月笙らと地方維持会を組織した。1937年（民国26年）の第二次上海事変の時も上海救済委員会給養組主任となり、難民の救護を担当している。1938年（民国27年）、行政院農産促進委員会主任委員に任ぜられ、1941年（民国30年）3月には農本局総経理を勤めるなど、抗戦時における糧食生産体制の構築に取り組んだ。1943年（民国32年）9月19日、重慶市にて病没。享年68。